# Napredni sistem za pomoć vozaču
Napredni sistemi za pomoć vozaču (ADAS) su tehnologije koje pomažu vozačima u bezbednom upravljanju vozilom. Preko interfejsa čovek-mašina, ADAS povećava bezbednost automobila i puteva. ADAS koristi automatizovanu tehnologiju, kao što su senzori i kamere, da otkrije obližnje prepreke ili greške vozača i reaguje u skladu sa tim. ADAS može omogućiti različite nivoe autonomne vožnje.
Kako se većina saobraćajnih nesreća dešava zbog ljudske greške, ADAS su razvijeni da automatizuju, prilagođavaju i unapređuju tehnologiju vozila za bezbednost i bolju vožnju. Dokazano je da ADAS smanjuje smrtne slučajeve na putevima minimiziranjem ljudske greške. Bezbednosne funkcije su dizajnirane da se izbegnu udesi i sudari nudeći tehnologije koje upozoravaju vozača na probleme, primenjujući mere zaštite i preuzimajući kontrolu nad vozilom ako je potrebno. ADAS može da obezbedi adaptivni tempomat, da pomogne u izbegavanju sudara, da upozori vozače na moguće prepreke, da upozori na napuštanje trake, da pomogne u centriranju u traci, uključi satelitsku navigaciju, pruži upozorenja o saobraćaju, pruži pomoć u navigaciji putem pametnih telefona, automatizuje osvetljenje ili obezbedi druge funkcije.
Prema istraživačkom izveštaju kompanije Kanalis za 2021. godinu, oko 33 odsto novih vozila prodatih u Sjedinjenim Državama, Evropi, Japanu i Kini ima ADAS. Kompanija je takođe predvidela da će pedeset procenata svih automobila na putu do 2030. godine imati ADAS.

## Spoljašnje veze
- Driver Assist Technologies. Insurance Institute for Highway Safety (IIHS).